# ActionScript
Az ActionScript egy ECMAScripten alapuló programozási nyelv, mely nagyban hasonlít a széles körben elterjedt JavaScriptre. Az ActionScript elsősorban az Adobe (régebben Macromedia) Flash objektumok programozásához készült. Jelenleg több verziója is létezik, ezek közül a legfrissebb a 3.0.
Az ActionScript 3.0 végrehajtása a hagyományos ActionScipthez képest akár a 10-szeres sebességet is elérheti, köszönhetően a futásidejű fordítóval való bővítésnek.

## Története
Az ActionScript első parancssorai még meglehetősen primitívek és egyszerűek voltak, hiszen elsősorban médialejátszásra akarták használni. Így az első parancsok, a play(); a stop(); a goto(); és hasonlók voltak. Azóta azonban túlnőtte az eredeti célkitűzést, és ma már egész weboldalakat készítenek a Flash és az ActionScript segítségével.
Az ActionScript alkalmas az oldalon a látványos dolgok produkálására is, de ezenfelül manapság képes együttműködni különböző adatbázisokkal (például mySQL) és különböző programnyelvekkel is (például PHP vagy JavaScript)

## Lejátszók
- Flash Lite 1.0: A Flash Lite is egy Flash technológia, mely eredetileg mobiltelefonokra és egyéb hasonló készülékekre lett tervezve. Kezeli a Flash 4 ActionScript. Az 1.1-es verzió már kezeli a Flash 5 ActionScriptet is míg a 2.0-s és 2.1-s változatok már a Flash 7.0-t és az ActionScript 2.0-t is támogatják.
- Flash Lite 3: Az igazi újítás ebben a verzióban, hogy FLV fájlokat is le tud játszani.
- Flash Player 2: Az első verzió, amely támogatja szkriptelést. A parancsok között megtaláljuk már a gotoAndPlay-t, a gotoAndStop-t, a nextFrame-t és a nextScene-t is.
- Flash Player 3: Ez a verzió már támogatja a külső SWF fájlokat is a loadMovie utasításnak köszönhetően.

Legutolsó változat:
- Flash Player 11: A fő bővítés ennél a verziónál a továbbfejlesztett (grafikus kártyával gyorsított) 3D-s képességek voltak Windows Desktop, Mac Desktop, iOS, Android és egyéb főbb platformok esetén. Jelentős kompatibilitási fejlesztések történtek az iOS platformra és más nem Desktop platformokra is. Egyéb funkciók : H.264-al kódolt kamerák, natív JSON támogatás, kocka Bézier görbék, biztonságos véletlen szám generátor, LZMA tömörítés swf fájlok számára, bedolgozók a külső kód végrehajtáshoz más processzor szálakhoz, grafikus kártyával gyorsított kamera rendelés, memória elemzés és teljesítmény analízis, és ActionScript fordító 2.0, és még sok más kisebb bővítés.[2]

## Tulajdonságok
- Szerkesztőprogramok: Adobe Flash CS3 Professional, Adobe Flex és egyéb cégek szoftverei (pl. Selteco Software Inc.)